# Uteroglobin
Uteroglobin‏ (Secretoglobin family 1A member 1) هوَ بروتين يُشَفر بواسطة جين Uteroglobin في الإنسان.